# 山西体育中心
山西体育中心（别称“红灯笼”）是一座位于中华人民共和国山西省太原市晋源区的多功能体育场馆，隶属于山西省体育局。包括约62,000座的“红灯笼”主体育场，8315座的主体育馆、约3000座的游泳跳水馆、约1500座的自行车馆和综合训练馆以及体育训练基地、国际体育交流中心等设施。

## 历史
2009年3月27日，山西体育中心开工建设。
2011年8月，山西体育中心竣工。8月8日，经公开征集昵称和投票，山西体育中心主体育场的最终昵称定为“红灯笼”。
2011年9月4日，山西体育中心被国家体育总局命名为“国家全民健身示范基地”，并被授予国家自行车队、游泳队、举重队、蹦床集训队训练基地以及中国武术基地。
2011年10月8日，山西嘉怡足球俱乐部在山西体育中心挂牌成立。
2012年和2014年，山西嘉怡足球俱乐部以山西体育中心主体育场作为主场参加中国足球协会乙级联赛。
2014年起，山西国投猛龙篮球俱乐部以山西体育中心主体育馆作为主场参加中国男子篮球职业联赛。
2018年至2021年，山西龙晋足球俱乐部以山西体育中心主体育场作为主场参加2018年中国足球协会会员协会冠军联赛和2019年到2021年的中国足球协会乙级联赛。
2019年8月8日至8月18日，中华人民共和国第二届青年运动会在山西举行，比赛开幕式及步手枪、场地自行车、体操比赛在山西体育中心进行。
2020年11月29日，山西体育中心被授予国家跆拳道队、空手道队训练基地。

## 主要活动
| 日期                         | 演出者   | 演出名称                          | 备注                                      |
| ---------------------------- | -------- | --------------------------------- | ----------------------------------------- |
| 2023年6月24日                | 張韶涵   | 寓言世界巡迴演唱會                |                                           |
| 2023年9月21-24日             | 周杰倫   | 嘉年華世界巡迴演唱會              | 原日期2020年5月9-10日，因COVID-19疫情延期 |
| 2024年5月4-5日               | 薛之谦   | 天外来物世界巡回演唱会            |                                           |
| 2024年5月18-19日             | 鄧紫棋   | G.E.M. I AM GLORIA 世界巡回演唱会 |                                           |
| 2024年5月31日-6月2日         | 张杰     | 未·LIVE - 开往1982巡回演唱会      |                                           |
| 2024年6月15日                | 蔡依林   | Ugly Beauty世界巡迴演唱會         |                                           |
| 2024年8月31日-9月1日         | 林俊杰   | JJ20世界巡回演唱会                |                                           |
| 2024年7月31日、8月2日-8月4日 | 五月天   | 回到那一天25周年巡回演唱会        |                                           |
| 2024年9月28日-9月29日        | 凤凰传奇 | 吉祥如意巡回演唱会                |                                           |
| 2025年5月31日                | 林憶蓮   | 迴響 Resonance 2025 巡迴演唱會    |                                           |
| 2025年8月9日                 | 王源     | 宇宙超級無敵大狂歡巡迴演唱會      |                                           |